# Магнавра
Магнавра (грец. Μαγναύρα) — пишний зал для церемоній на периферії Великого Константинопольського палацу, біля воріт Халки, на схід від Августейона. Звідси басилевс звертався до містян і тут він давав аудієнції іноземним послам; останніх особливо вражали виставлені тут саморушні іграшки — автомати.
З великою ймовірністю Магнаврі в середньо- і пізньовізантійський періоди називали ту саму будівлю сенату з портиком з шести мармурових колон, яку звів зі східного боку Августейону імператор Юстиніан. Судячи з археологічних даних, будівля мала форму базиліки з апсидами на сході, причому в середній апсиді стояв «трон Соломона» з статуями левів на всі боки. Із західного боку був влаштований вихід у двір, обсаджений рядами тінистих дерев.
Магнаврський палац був оновлений і оздоблений при Іраклії з тим, щоб служити своєрідною вітриною візантійської державності. При Михайлі III палац відданий під Магнаврську школу, тобто університет.